# Matriu antisimètrica
Una matriu de nxm elements:
{\displaystyle A={\begin{pmatrix}a_{11}&a_{12}&a_{13}&.&.&.&a_{1m}\\a_{21}&a_{22}&a_{23}&.&.&.&a_{2m}\\a_{31}&a_{32}&a_{33}&.&.&.&a_{3m}\\.&.&.&.&.&.&.\\.&.&.&.&.&.&.\\.&.&.&.&.&.&.\\a_{n1}&a_{n2}&a_{n3}&.&.&.&a_{nm}\\\end{pmatrix}}}
és antisimètrica, si és una matriu quadrada (m = n) i {\displaystyle a_{ji}=-a_{ij}} per a tot i,j =1,2,3,...,n. En conseqüència, {\displaystyle a_{ii}=0} per a tot i. Per tant, la matriu A té la forma:
{\displaystyle A={\begin{pmatrix}0&a_{12}&a_{13}&.&.&.&a_{1n}\\-a_{12}&0&a_{23}&.&.&.&a_{2n}\\-a_{13}&-a_{23}&0&.&.&.&a_{3n}\\.&.&.&.&.&.&.\\.&.&.&.&.&.&.\\.&.&.&.&.&.&.\\-a_{1n}&-a_{2n}&-a_{3n}&.&.&.&0\\\end{pmatrix}}}
Notem que la matriu transposada de la matriu antisimètrica A és -A, i que la antisimetria és respecte a la diagonal principal.